# Gabriel Brnčić
Gabriel Brnčić (également Gabriel Brnčić-Isazo) (né à Santiago du Chili en 1942), est un compositeur, pédagogue, spécialiste en technologies et musique électroacoustique chilien.

## Biographie
Formé au Chili, il achève sa formation à Buenos Aires, en Argentine, où il entame sa carrière de pédagogue, interprète et compositeur.
En 1974, il s'exile en Europe à Barcelone.